# Guldendal
Het Guldendal is een gebouw uit 1681 dat oorspronkelijk dienstdeed als paardenstallen en bergplaatsen van het Prinsenkasteel. Het is gelegen ten zuiden van het centrum van de Vlaamse gemeente Grimbergen. Sinds 1980 is de hoofdzetel van het Museum voor de Oudere Technieken (MOT) er gevestigd. Het herbergt de administratie, de bibliotheek en tentoonstellingsruimten over wassen en houtbewerking. Tot het Guldendal behoort ook een halfgesloten voormalige hoeve uit de 17e eeuw die in privébezit is.
De L-vormige constructie in bak- en zandsteenstijl is afgedekt met een zadeldak met zandstenen dakkapellen. Een open galerij van tien rondbogen op slanke zuiltjes is in renaissancestijl uitgewerkt.
Het Guldendal en de burchtruïne van het Prinsenkasteel zijn beschermd als dorpsgezicht.